# 微聽損
微聽損，全名為「輕微聽力損失」（minimal hearing loss），指的是較為輕微的聽力受損。雖然在一般情況中，微聽損的患者仍可聽到聲音、與他人進行正常溝通。然而，在某些特殊情境（如：較為嘈雜的環境、聲音來自特定方向、聲音的頻率特殊）中，微聽損患者的聽力便會受到影響。
同時，因微聽損患者聽力異常的症狀較不明顯，所以他們身邊的家人、同伴也較難注意、意識到他們的情況，需求容易遭到忽視。

## 定義
根據 The Educational Audiology Association 在 2017 年整理的定義，微聽損可分為三個種類，分別為高頻聽損（High-Frequency Hearing Loss)、單側聽損（Unilateral Hearing Loss），以及輕型聽損（Mild/Minimal Hearing Loss）。

### 高頻聽損
高頻聽損指的是對於較高頻率聲音（2000Hz以上）接收有困難的情形。在臨床上，當一個人對超過 2000 Hz 的聲音，雙耳或單耳能夠聽到最小的音量大於 25 dB HL時，便可判斷他可能具有高頻聽損。

### 單側聽損
單側聽損指的是一耳聽力異常，而另一耳仍保有正常聽力的情形。在臨床上，單側聽損的定義如下：
- 優耳氣導平均聽閾值優於等於15dBHL
- 劣耳氣導平均聽閾劣於等於20dBHL
- 2000Hz以上任兩頻率之聽閾值劣於25dBHL，平均聽閾計算之頻率為500,1000,及2000 Hz。[2]

## 造成原因
- 先天性原因
- 後天性原因

1. 耳部外傷

## 併發問題
對微聽損的患者而言，他們所面臨的問題並非僅有單純的無法聽清楚聲音。有時，微聽損還會為患者帶來其他生、心理層面的問題。

### 生理機能
有時微聽損患者會同時有一些生理機能上的問題，例如，部分單側聽損者會有平衡感較差的問題。

### 語言發展
語言的學習，仰賴聽與說。當一個人的聽覺有所耗損時，語言發展自然也回受到影響。

### 社會適應
在某些情況中，微聽損患者無法接收到他人傳達的訊息，他們的社交能力便會因此受到影響。

## 知名的微聽損人士
- 塞繆爾·約翰遜
- 湯瑪斯·愛迪生